# Justicia daidalea
Justicia daidalea är en akantusväxtart som beskrevs av Leonand. Justicia daidalea ingår i släktet Justicia och familjen akantusväxter. Inga underarter finns listade i Catalogue of Life.